# 小熊綸
小熊 綸（おぐま りん、1996年8月26日 - ）は、日本の舞台女優。2019年、尚美学園大学舞台表現学科ミュージカルコースを卒業。

## 出演

### 舞台
- 劇団ワンツーワークス 死に顔ピース（2019年10月）
- PARCOプロデュース 転校生※（2019年8月）

※同作品にて、オーディションアプリ「mysta」による『PR動画に出演しよう』企画が立ち上がり、出演者たちの投票対決が行われた。予選、本戦共に小熊綸が投票数No.1となり公演PR動画出演権を獲得。渋谷の大画面街頭ビジョン7基で7/29〜8/5まで8日間公開された。
- 劇団ワンツーワークス 鯨を捕る（2019年3月）
- 千と千尋の神隠しSpirited Away（2024年3月 - 8月）[2]
- 「SPY×FAMILY」2025年公演（2025年9月 - 12月）[3]

### ミュージカル
- ピーター・パン (ミュージカル)2023 ホリプロ（2023年7月 - 9月）- ロストボーイズ カーリー役
- RENT（東宝、2023年3月）ミセスコーエン役
- ミュージカル「夜の女たち」KAAT（2022年9月 - 10月） - 女たち おまり役[4]
- ミュージカル ジョン マイ ラブ -ジョン万次郎と鉄の7年-（坊っちゃん劇場、2021年9月） - 菊野 役
- ミュージカル オープニングナイト〜桜咲高校ミュージカル部〜（アークスインターナショナル/ABCテレビ、2021年7月）
- RENT（東宝、2020年11月）ミセスコーエン役

### 映画
- アクトレス・モンタージュ（2021年） - 玲奈 役

### テレビドラマ
- ナンバMG5 第9話（2022年6月15日、フジテレビ）- カラオケ屋店員 役